# One Warm Word
One Warm Word (en hangul, 따뜻한 말 한마디; romanización revisada, Ttatteuthan Mal Hanmadi), también conocida en español como Una palabra cálida, es una serie de televisión surcoreana transmitida por SBS desde el 2 de diciembre de 2013 hasta el 24 de enero de 2014 y protagonizada por Han Hye Jin, Ji Jin-hee, Kim Ji Soo, y Lee Sang Woo.

## Reparto

### Personajes principales
- Han Hye Jin como Na Eun Jin.
- Ji Jin-hee como Yoo Jae Hak.
- Kim Ji Soo como Song Mi Kyung.
- Lee Sang Woo como Kim Sung Soo.

### Personajes secundarios
- Yoon Joo Sang como Na Dae Ho.
- Go Doo Shim como Kim Na Ra.
- Yoon Jong Hwa como Na Jin Chul.
- Yoon Joo Hee como Yoon Sun Ah.
- Han Groo como Eun Young.[2]
- Lee Chae Mi como Kim Yoon Jung.
- Yang Ohn Yoo como Na Hoon.
- Park Jung Soo como Sra. Choo.
- Park Seo Joon como Song Min Soo.
- Kim Dae Sung como Yoo Hye Hwang.
- Jeon Jin-seo como Yoo Hye-joon.

### Otros personajes
- Choi Hwa Jung como Choi Anna.
- Son Hwa Ryung como Ji Hye.
- Kim Hye Na como Young Kyung.

## Recepción

### Audiencia
En Azul la audiencia más baja y en rojo la más alta, correspondientes a las empresas medidoras TNms y AGB Nielsen.
| Ep. #    | Fecha de estreno        | Share        | Share        | Share       | Share       |
| Ep. #    | Fecha de estreno        | TNmS Ratings | TNmS Ratings | AGB Nielsen | AGB Nielsen |
| Ep. #    | Fecha de estreno        | Nacional     | Seúl         | Nacional    | Seúl        |
| -------- | ----------------------- | ------------ | ------------ | ----------- | ----------- |
| 1        | 2 de diciembre de 2013  | 6.8 %        | 7.1 %        | 6.8 %       | 7.5 %       |
| 2        | 3 de diciembre de 2013  | 7.3 %        | 9.1 %        | 8.4 %       | 8.8 %       |
| 3        | 9 de diciembre de 2013  | 5.6 %        | 5.8 %        | 6.8 %       | 7.5 %       |
| 4        | 10 de diciembre de 2013 | 6.7 %        | 8.2 %        | 8.3 %       | 9.5 %       |
| 5        | 16 de diciembre de 2013 | 5.2 %        | 6.1 %        | 6.8 %       | 7.4 %       |
| 6        | 17 de diciembre de 2013 | 6.9 %        | 7.4 %        | 8.5 %       | 9.3 %       |
| 7        | 23 de diciembre de 2013 | 6.5 %        | 7.1 %        | 8.5 %       | 9.7 %       |
| 8        | 24 de diciembre de 2013 | 6.7 %        | 6.9 %        | 9.1 %       | 10.0 %      |
| 9        | 6 de enero de 2014      | 7.0 %        | 7.1 %        | 8.6 %       | 9.3 %       |
| 10       | 7 de enero de 2014      | 7.7 %        | 8.3 %        | 10.5 %      | 11.8 %      |
| 11       | 13 de enero de 2014     | 7.0 %        | 8.0 %        | 9.9 %       | 11.4 %      |
| 12       | 14 de enero de 2014     | 8.3 %        | 9.8 %        | 10.2 %      | 10.9 %      |
| 13       | 20 de enero de 2014     | 8.1 %        | 9.5 %        | 10.8 %      | 12.3 %      |
| 14       | 21 de enero de 2014     | 8.2 %        | 9.6 %        | 11.3 %      | 12.2 %      |
| 15       | 27 de enero de 2014     | 7.5 %        | 7.7 %        | 9.7 %       | 10.0 %      |
| 16       | 28 de enero de 2014     | 7.9 %        | 8.1 %        | 10.5 %      | 10.4 %      |
| 17       | 3 de febrero de 2014    | 7.4 %        | 7.8 %        | 9.9 %       | 10.1 %      |
| 18       | 4 de febrero de 2014    | 9.3 %        | 10.4 %       | 10.9 %      | 11.4 %      |
| 19       | 17 de febrero de 2014   | 7.7 %        | 8.3 %        | 9.9 %       | 11.3 %      |
| 20       | 24 de febrero de 2014   | 6.6 %        | 7.1 %        | 8.7 %       | 9.7 %       |
| Promedio | Promedio                | 7.2 %        | 8.0 %        | 9.2 %       | 10.0 %      |
| *        | 25 de febrero de 2014   | 5.0 %        | 6.6 %        | 5.7 %       | 6.1 %       |

## Emisión internacional
- Hong Kong: Drama Channel (2014) y No.1 Channel (2015).
- Taiwán: GTV (2014 y 2015).